# Edward Rettig

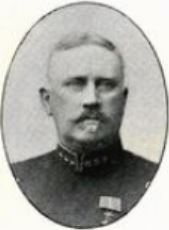
Edward Rettig.

Per Edward Rettig, född 2 augusti 1849 i Skogs socken, Gävleborgs län, död 13 april 1928 i Gävle, var en svensk militär. Han var son till bruksägaren Carl Anton Rettig.
Rettig blev underlöjtnant vid Hälsinge regemente i Mohed 1872, var ordonnansofficer vid 5:e militärdistriktets stab 1874–1888 och vid 6:e militärdistriktets stab 1888–1891, blev löjtnant 1877, var adjutant vid 6:e arméfördelningens stab 1891–1894, blev kapten 1892, major 1900, överstelöjtnant vid Västerbottens regemente i Umeå 1902 och i armén 1904 samt överste i armén 1911.
Rettig blev ledamot i centralstyrelsen för Gefleborgs Enskilda Bank 1902 och ordförande i skogsvårdsstyrelsen i Gävleborgs län 1907. Han tilldelades medaljen Illis quorum 1927.